# Sasek
Sasek (niem. Schobensee) – osada w Polsce położona w województwie warmińsko-mazurskim, w powiecie szczycieńskim, w gminie Szczytno.
W latach 1975–1998 miejscowość położona była w województwie olsztyńskim.